# Ранг в парусном военно-морском флоте
Ранг  (от англ. rank — ранг, разряд, степень) — разряд, класс парусного военного корабля, определяемый, в зависимости от государства и эпохи, на основании его размерений (размеров): его водоизмещения, длины и ширины, или его совокупной боевой мощи (размещаемого на нём вооружения), или численности команды. 
В английском флоте XVII−XIX веках для военных кораблей употреблялся также термин англ. rate, близкий по смыслу к rank и определяемый по номинальному числу пушек. Ранг в его классическом виде определял как боеспособность корабля, так и требования к его снабжению и комплектованию.
Система деления военных кораблей на ранги сложилась довольно поздно — в начале XVII века. Это объясняется тем, что необходимости ранжирования (то есть деления на ранги) военных кораблей до этого времени не было — казённые, регулярные флота были невелики, а часто отсутствовали вовсе. Как и армии, они собирались по средневековому принципу вассального ополчения: в случае войны каждый королевский вассал (а в республиках, например генуэзской, каждая корпорация) обязаны были выставить и снабдить назначенное число кораблей. Собранный по такому принципу флот был разношерстным — делился на отряды по землячествам, и недолговечным — часто лишь на одну кампанию.
Пережитки такого принципа существовали до середины XVII века. Например, они ясно прослеживаются у обеих сторон при Армаде: испанский флот имел андалузскую, баскскую, галисийскую, кастильскую, неаполитанскую, португальскую эскадры, и другие помельче. Английский состоял как из собственно королевских кораблей, так и из отрядов «частных» капитанов: Дрейка, Хокинса и пр., собранных ими и верных лично им. Более чем 60 лет спустя, те же признаки наблюдаются у обеих сторон в Англо-Голландских войнах. Пример — Дуврское сражение.
Необходимость классификации кораблей по единому принципу выявилась с ростом регулярного флота, и шла параллельно централизации государственной власти в целом. В XVII веке это означало прежде всего королевскую власть. Поэтому неудивительно, что возникновение стройной системы в Англии относится к 1677 году — эпохе реставрации Стюартов. По той же причине Франция, хотя и ввела ранги позже, копируя Англию, но добилась большего единообразия в классификации при Кольбере.

## Ранг как флотское звание
Как и для кораблей, ранг флотских офицеров явился прямым следствием роста кадров регулярного флота, и казённых служащих вообще. Классификация в званиях требовалась как для установления подчиненности, так и для определения жалований. Характерно, что в этом значении слово англ. rank эквивалентно русскому «звание».
Более того, этим начались попытки унифицировать звания всех служб — армейской, флотской и гражданской. Наиболее продвинулась унификация в государствах, где не только централизация была высока, но и не было груза традиций, мешавшего реформе. Примером является Табель о рангах России.
Были (и продолжаются в начале XXI века) попытки поставить в соответствие ранг офицера и ранг положенного ему в командование корабля. Но строгого соответствия на практике ни одно государство не добилось.

## Ранговая система в XVII веке

### Английский флот
Первые письменные свидетельства классификации королевского флота относятся к 1604 году. Около 1610 года рангам вместо словесных названий стали присваивать номера.
В 1677 году секретарь Адмиралтейства Самуэль Пепис, предложил «единую, полнейшую и неизменную» классификацию по рангам, которая положила начало системе, продержавшейся до 1817 года.

### Французский флот

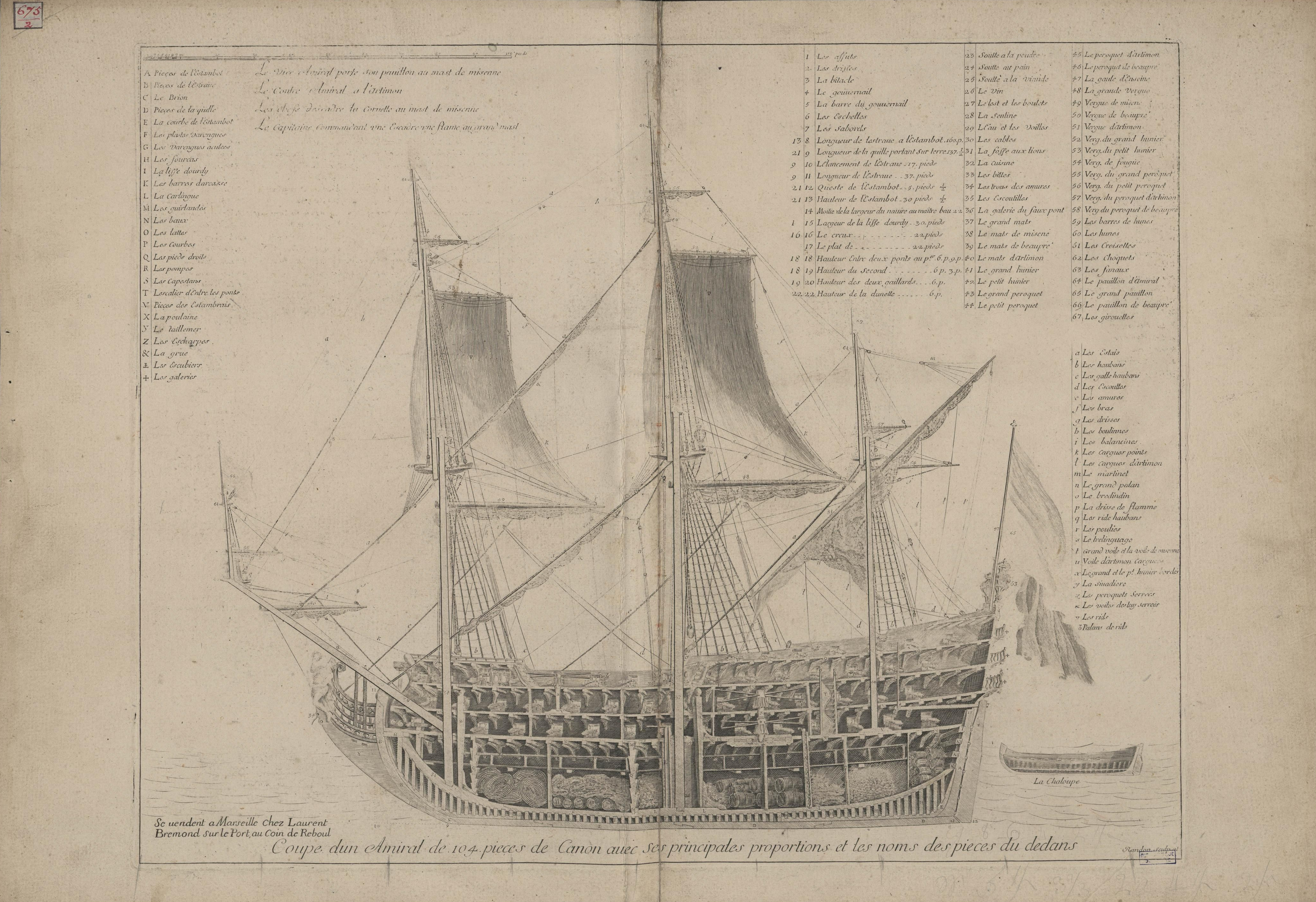
104-пушечный адмиральский корабль

Франция, введя в 1669 году у себя систему рангов, старалась придерживаться более строгих правил и ограничивать разнообразие типов кораблей. Этому способствовало полностью централизованное руководство флотом.
В ходу было обозначение кораблей не столько по рангу, сколько по числу батарейных палуб или пушек: фр. Vaisseau de 3 ponts; vaisseau de 90 canons. Обозначения типа фр. Vaisseau de 1er rang встречались реже.
Французский флот того времени на равных соперничал с английским, а индивидуально французские корабли имели тенденцию быть больше и сильнее соответствующих английских. Характерным был 70-пушечный двухдечный корабль, когда в Англии большинство составляли 64-пушечные.

### Голландский флот

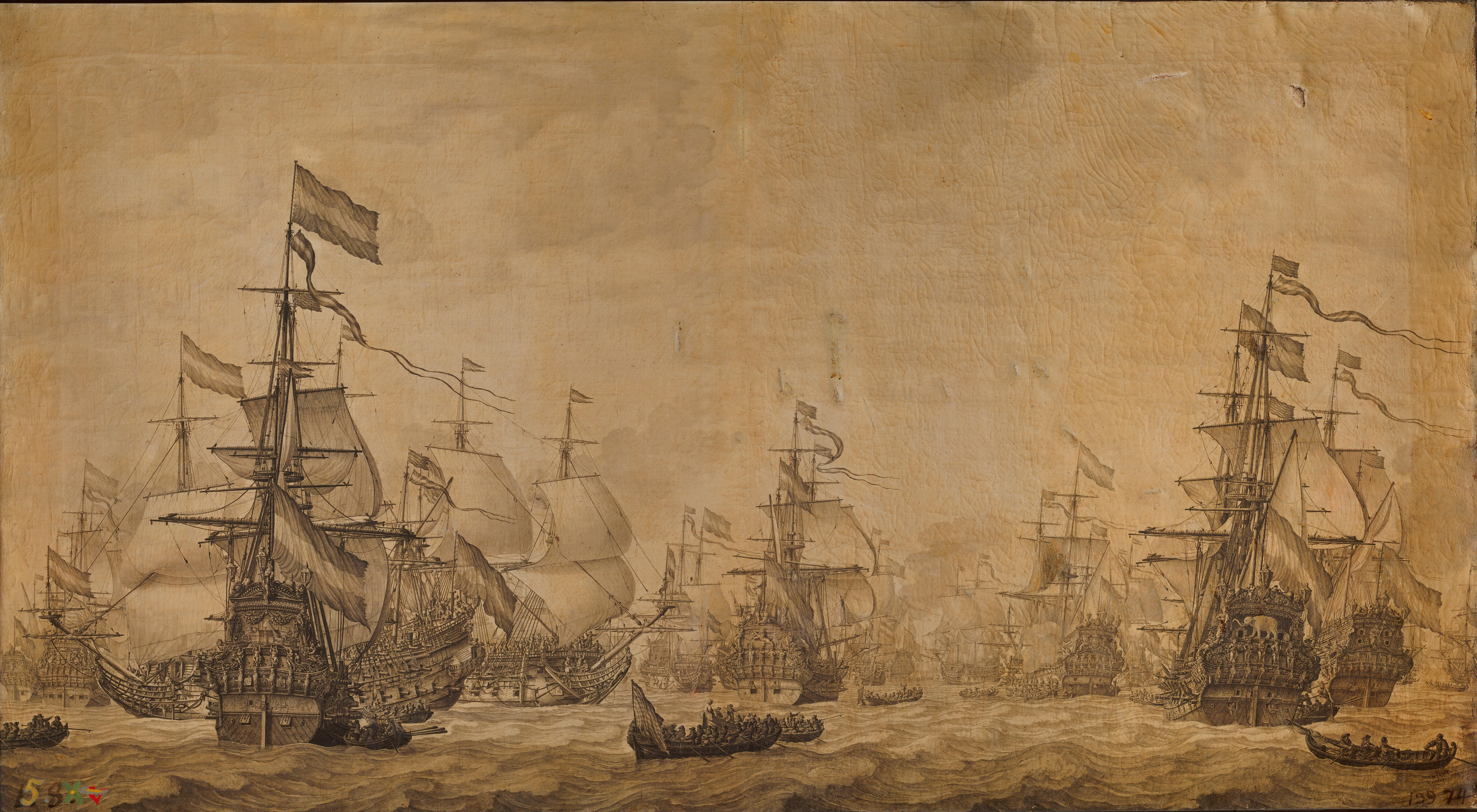
Голландский флот ок. 1672

Голландцы в XVII столетии построили многочисленный сильный флот, включая такие корабли, как трехдечный 80-пушечный De Zeven Provincien. Но флот республики страдал от недостатка единой организации, и как следствие, единой системы рангов.
По существу, это был не один, а пять соединенных флотов, строившихся в разных провинциях несколькими адмиралтействами. Мало того, их состав и снабжение решались парламентским способом — дебатами, с неизбежными проволочками и фракционной борьбой. В результате единственный способ классификации кораблей — по числу пушек — допускал значительные колебания в конструкции, размерах, экипажах, и боевых качествах вообще.
Основу линии баталии составляли корабли в 50 — 66 пушек, среди которых наблюдается значительный разнобой. Флагманы обычно имели по 80 пушек, и доходили до 106, но сведения о них часто расходятся.

## Развитие ранговой системы в XVIII веке

### Английская ранговая классификация (конец 17 — 19 вв.)[2]
(По числу пушек)
| Ранг      | Тип                         | 1685   | 1697   | 1714  | 1721  | 1760  | 1782  | 1801    |
| --------- | --------------------------- | ------ | ------ | ----- | ----- | ----- | ----- | ------- |
| 1 ранг    | Линейный корабль (парусный) | 90-100 | 94-100 | 100   | 100   | 100   | 100   | 100-120 |
| 2 ранг    | Линейный корабль            | 64-90  | 90-96  | 90    | 90    | 90    | 90-98 | 84-98   |
| 3 ранг    | Линейный корабль            | 56-70  | 64-80  | 64-80 | 70-80 | 64-80 | 64-80 | 64-82   |
| 4 ранг    | Линейный корабль            | 38-62  | 44-64  | 50-60 | 50-60 | 50-60 | 50-62 | 50-60   |
| 5 ранг    | Фрегат                      | 28-38  | 26-44  | 30-40 | 30-40 | 32-44 | 30-44 | 30-44   |
| 6 ранг    | Фрегат, «post-ship»         | 4-18   | 10-24  | 10-20 | 20-24 | 20-30 | 20-28 | 20-28   |
| Без ранга | Шлюп, бриг, шхуна и др.     |        |        | 4-24  | 4-24  | 4-24  | 4-24  | 4-24    |

В 1817 году карронады стали учитывать при определении ранга корабля, все прежние трёхдечники II ранга перешли в I ранг, а все 80-пушечники оказались во II ранге. В добавление к числу орудий появилось ещё обязательное условие необходимой численности экипажа. Подобно тому, как ранние Стюарты делили корабли по рангам в зависимости от их экипажей, поделили их и во времена королевы Виктории.

### Французский флот

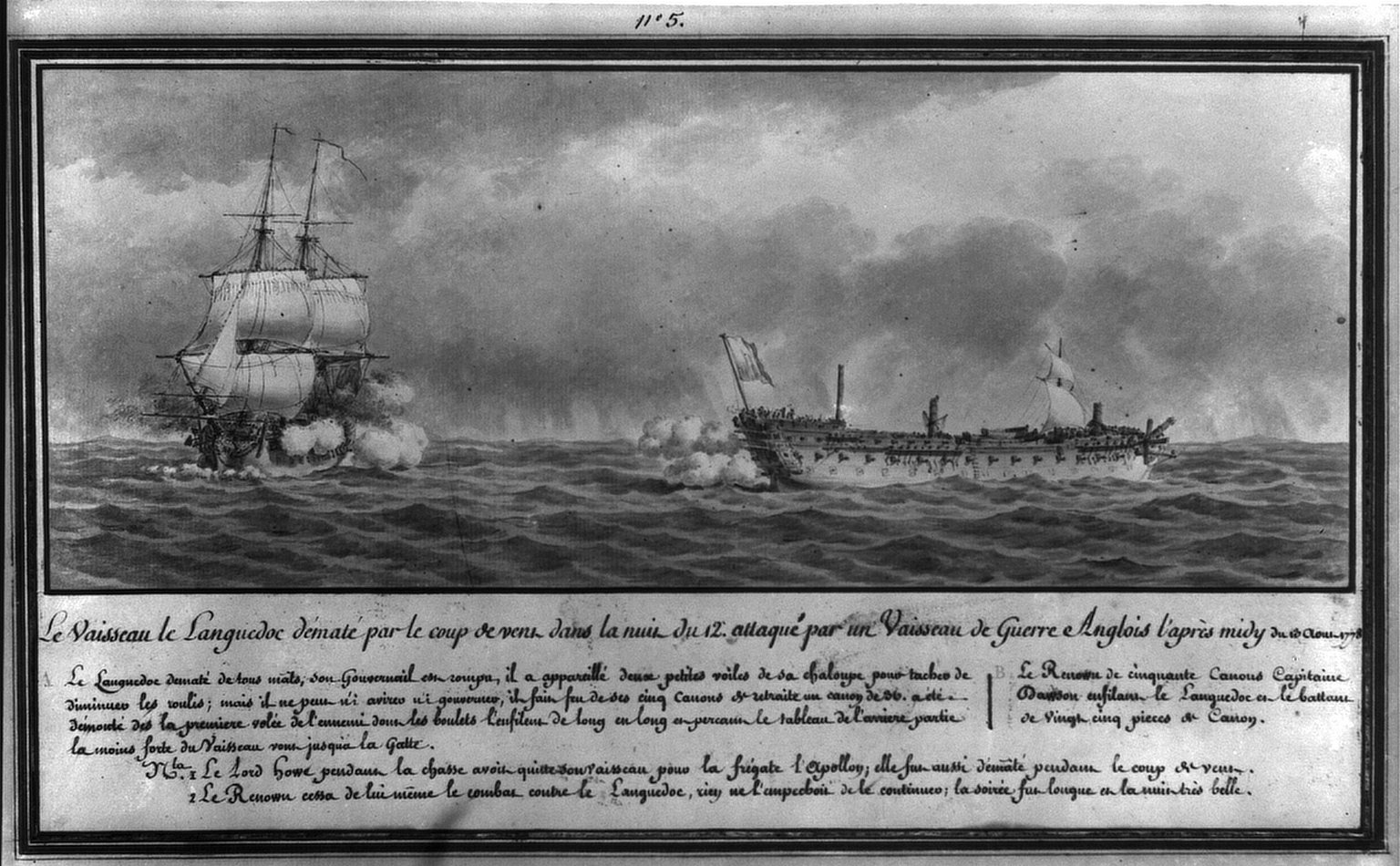
80-пушечный Languedoc (справа), 13 августа 1778

В ходе Семилетней войны, в битвах 1759 года флот, созданный при Кольбере, был практически уничтожен. Программа спешного строительства в конце 1760-х годов шла по заранее установленным нормам: было определено число кораблей каждого ранга. Предпочтение, как и раньше, получили большие двухдечные:
| Всего пушек | Батарейных палуб | Гондек (число пушек × калибр, фн) | Мидльдек | Опердек | Бак/ шканцы | Типичный корабль                | Кораблей |
| ----------- | ---------------- | --------------------------------- | -------- | ------- | ----------- | ------------------------------- | -------- |
| 110         | 3                | 30 × 36                           | 32 × 24  | 32 × 12 | 16 × 8      | Bretagne                        | 1        |
| 90          | 3                | 30 × 36                           | 32 × 24  | 28 × 12 |             | Ville de Paris (до перестройки) | 1        |
| 80          | 2                | 30 × 36                           | 32 × 24  |         | 18 × 8      | Languedoc, Couronne             | 3        |
| 80          | 2                | 30 × 36                           | 32 × 18  |         | 18 × 8      | Duc de Bourgogne                | 2        |
| 74          | 2                | 28 × 36                           | 30 × 18  |         | 16 × 8      | стандартный                     | 26       |
| 64          | 2                | 26 × 24                           | 28 × 12  |         | 10 × 8      | стандартный                     | 20       |
| 50          | 2                | 24 × 18                           | 26 × 12  |         |             | стандартный                     | 6        |

Бо́льшую часть XVIII века Франция не жаловала трехдечные, и типичным её кораблем был большой двухдечный, прежде всего 80-пушечный. Таков был флагман д’Эстена Languedoc, настолько внушительный размером, что многие современники принимали его за 90-пушечный.
Задуманная после 1775 года обширная программа не осуществилась, и только 11 линейных кораблей (из них девять 64-пушечные) пополнили флот до вступления Франции в Американскую революционную войну.

### Голландский флот

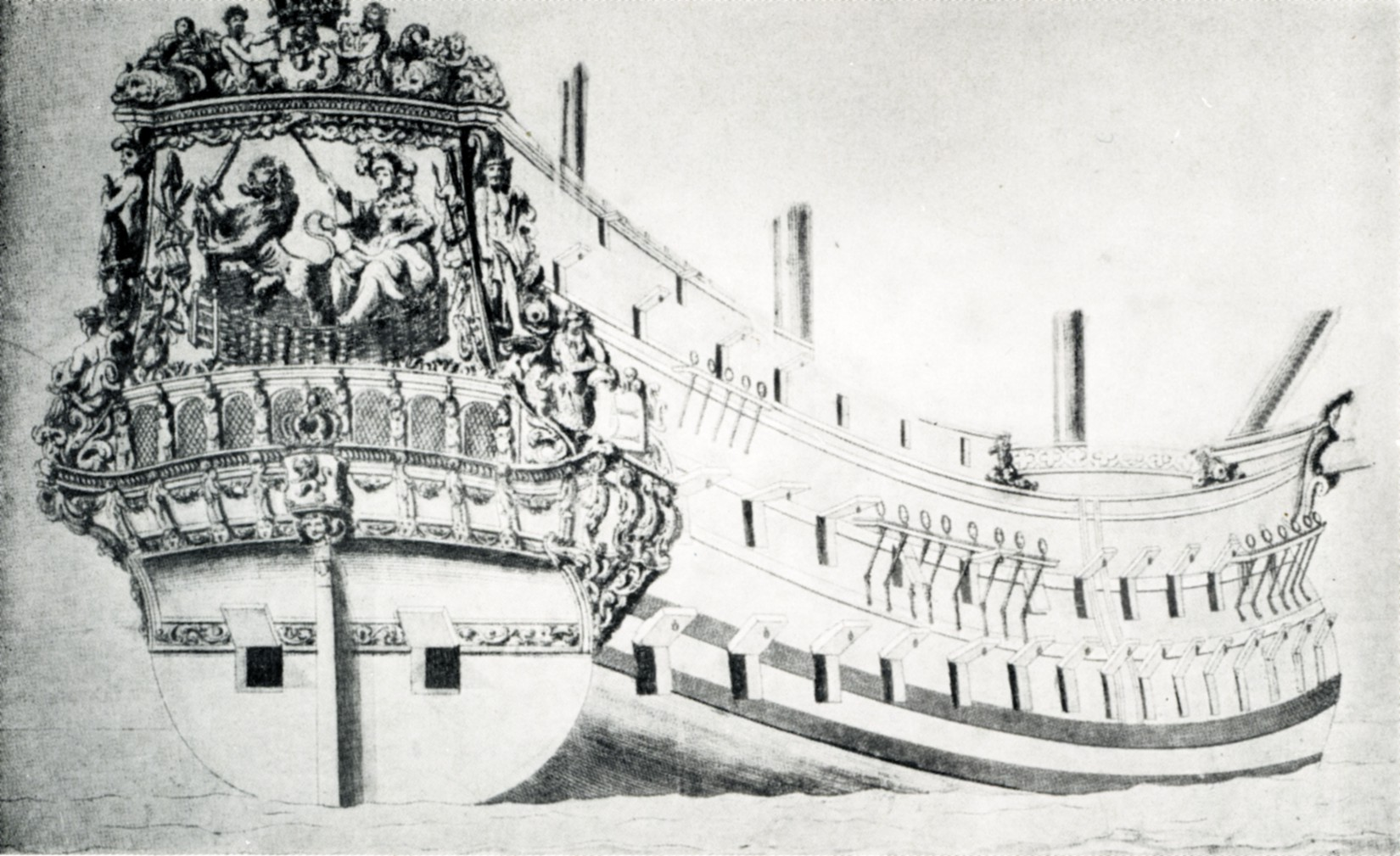
Многие черты голландских кораблей XVII в перешли к кораблям XVIII в

Со времен своего зенита в предыдущем веке, голландский флот сократился до определённо второклассного, отражая упадок значения самой Голландии. Его суммарный тоннаж в 1780 году составлял 70 000 тонн, против 196 000 т испанского, 271 000 т французского и 372 000 т английского.
Хуже того, он не был уже линейным в полном смысле слова, имея только 3 корабля, способных сражаться в линии против первоклассного противника. Причем кораблей, эквивалентных 1 − 2 рангу, не имел вообще. Типичным был малый 64-пушечный, который даже в сравнении с номинально равными кораблями других флотов, имел минимальные размеры.
Ссылки на характерные для Голландии малые глубины, якобы требующие меньшей осадки, не выдерживают критики: ещё в XVII веке она вполне строила трехдечные корабли, на равных соперничающие с кем угодно.
| Всего пушек | Батарейных палуб | Гондек (число пушек × калибр, фн) | Мидльдек | Опердек | Бак/ шканцы | Кораблей |
| ----------- | ---------------- | --------------------------------- | -------- | ------- | ----------- | -------- |
| 74          | 2                | 28 × 36                           | 30 × 24  |         | 16 × 8      | 1        |
| 72          | 2                | 28 × 24                           | 30 × 24  |         | 14 × 8      | 2        |
| 68          | 2                | 28 × 24                           | 28 × 24  |         | 12 × 6      | 4        |
| 60/64       | 2                | 26/28 × 24(18)                    | 28 × 12  |         | 8 × 6       | 5        |
| 52          | 2                | 24 × 18                           | 22 × 12  |         | 6 × 6       | 14       |
| 44          | 2                | 20 × 18                           | 22 × 12  |         | 2 × 6       | 6        |
| 40          | 1                | 24 × 18                           |          |         | 16 × 6      | 1        |
| 36          | 1                | 22/24 × 12                        |          |         | 12/14 × 6   | 15       |
| 20/24       | 1                | 12/14 × 12                        |          |         | 6/8 × 6     | 18       |

Как видно из таблицы, только единственный 74-пушечный нес 36-фн пушки на нижней батарее. Остальные ограничивались 24-фн, а некоторые могли нести только 18-фн. По существу голландский флот превратился в силу, пригодную для защиты коммерции, но не для борьбы с флотом противника.
В период Батавской республики, то есть фактически потери независимости, Наполеон использовал голландские верфи с их запасами для строительства больших линейных кораблей, вплоть до 110-пушечных. Но они уже пополняли французский флот.

### Испанский флот

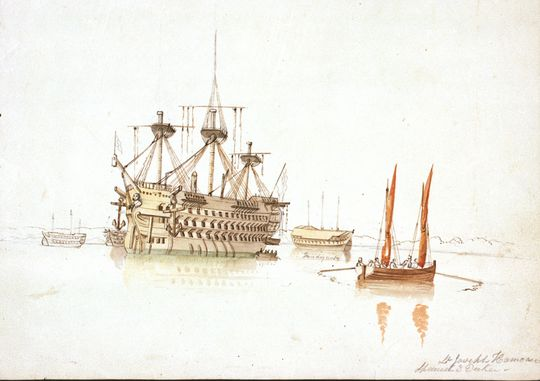
St Josef Hamono — трехдечный корабль 1 ранга

Испанский флот XVIII века имел больше всех трехдечных кораблей (112-пушечных), хотя и был только третьим в мире по величине.
А самым знаменитым был уникальный Santisima Trinidad, ставший после установки на шкафуте дополнительных 8-фунтовых пушек номинально 4-дечным 128-пушечным кораблем. Но при этом он проигрывал, по размерам и особенно по весу залпа, построенным позже французским трехдечным во главе с Commerce de Marseille.
Реальное число установленных пушек, в отличие от регламентного номинального, менялось в зависимости от наличия ресурсов на момент вооружения. Устарелая бюрократическая система постоянно испытывала трудности в снабжении и комплектовании флота.
| Всего пушек | Батарейных палуб | Гондек (калибр пушек, фн) | Мидльдек | Опердек | Бак/ шканцы | Типичный корабль                    | Кораблей |
| ----------- | ---------------- | ------------------------- | -------- | ------- | ----------- | ----------------------------------- | -------- |
| 120         | 3                | 36                        | 26       | 18      | 8           | Santisima Trinidad (до перестройки) | 1        |
| 112         | 3                | 36                        | 26       | 12      | 8           | Purisíma Concepcion                 | 3−4      |
| 94          | 3                | 36                        | 18       | 8       |             | Gibraltar                           | 3        |
| 76/80       | 2                | 36                        |          | 18      | 8           | Fenix (San Alejandro)               | 7        |
| 70/78       | 2                | 26                        | 18       |         | 8           | стандартный                         | 34       |
| 58/68       | 2                | 26                        | 12       |         | 8 или 6     | стандартный                         | 11       |
| 50          | 2                | 18                        | 8        |         | 6           | стандартный                         | 2        |
| 40          | 1                | 12                        |          |         | 6           | Hermione                            | 1        |
| 34          | 1                | 12/8                      |          |         | 6           | -                                   | 21       |
| 20/24       | 1                | 8/9                       |          |         |             | -                                   | 12       |

На испанский флот, одновременно с борьбой за господство на море (всегда в роли догоняющего), возлагалась едва ли не более важная задача — защита «серебряных флотов» из Нового света. Кроме этого, на Средиземном море сохранялось немало шебек, фелюг, и уцелевших галер.
Общими характеристиками испанских кораблей были недовооруженность, большие размеры и прочный корпус хорошей постройки. Отношением калибр пушек / водоизмещение они проигрывали подобным кораблям других стран. Большинство двухдечных несли на гондеке 26-фн пушки. Некоторые фрегаты были только 9-фунтовыми.
Одновременно испанские верфи (в колониях) славились тем, что не жалеют на корабли лучших пород тропического леса, и в результате они получаются очень долговечными и прочными. Лучшим считался арсенал в Гаване.